# Natalie Grant
Pour les articles homonymes, voir Grant.
Natalie Diane Grant (née le 21 décembre 1971 à Seattle) est une chanteuse américaine de musique chrétienne contemporaine.

## Biographie
Elle s'est inscrite au Northwest College à Kirkland, dans l'État de Washington, pour devenir institutrice. Au début, elle pense que ses dons musicaux sont simplement destinés à être partagés avec son église locale puis, répondant à une demande divine, change de direction et commence une carrière dans la musique chrétienne.

### Carrière
Grant auditionne pour intégrer le groupe de musique itinérant Truth et en est la choriste de 1994 à 1996. Plus tard, elle déménage à Nashville, Tennessee, pour avoir une carrière solo. Elle signe avec Benson Records en 1997 et travaille pour son premier album éponyme qui sort en 1999. Elle quitte Benson pour Pamplin Music peu de temps après et sort l'album Stronger en 2001. Après la fermeture de Pamplin, elle va chez Curb Records, où elle réalise cinq albums solo, à commencer par Deeper Life en 2003.
Touchée par un épisode de la série New York, police judiciaire sur la traite des êtres humains, elle s'intéresse à ce sujet. En 2004, elle fait un voyage en Inde pour voir les quartiers chauds et ce qui est fait pour les arrêter. À son retour, d'un côté, elle se consacre à une activité philanthropique en créant The Home Foundation, devenue Abolition International, une organisation internationale visant à éradiquer le trafic sexuel et à soutenir les victimes. D'un autre, elle privilégie des chansons qui inspireront, donneront de l'espoir et motiveront les autres à faire en sorte que leur vie compte.
Elle participe à la tournée Speaking Louder Than Before avec Bebo Norman et Jeremy Camp en 2008. Elle prend part à la chanson Breathe On Me dans le premier album éponyme de Crystal Aikin. Elle est conférencière et interprète lors du Revolve Tour, une conférence destinée aux adolescentes de l'organisation Women of Faith. Elle fait une tournée en avril 2011 avec MercyMe. En octobre 2011, elle tient le rôle principal d'un téléfilm chrétien, Decision, en compagnie du chanteur Billy Dean.
Le 27 septembre 2013, on annonce que Grant animera l'émission de téléréalité sur des rencontres amoureuses It Takes a Church, créée le 5 juin 2014 sur Game Show Network et qui cesse le 14 mai 2015.
Elle revient à la musique, présente le single My Weapon le 21 février 2020, premier de l'album No Stranger.

## Vie privée
Grant vit à Nashville, Tennessee avec son mari et producteur canadien, Bernie Herms, et leurs trois filles, Grace et Isabella (nées en 2007) et Sadie (née en 2010).
Dans une interview pour The 700 Club, elle révèle avoir souffert de boulimie et s'en être sorti avec l'aide de Dieu. Plus tard, elle écrit un livre en 2005 intitulé The Real Me: Being the Girl God Sees, sur sa lutte et comment elle l'a surmontée.
Grant déclare à American Songwriter que son diagnostic du cancer de la thyroïde en 2017 et les années de rétablissement ont principalement inspiré le contenu de No Stranger.

## Discographie
Albums
- 1999 : Natalie Grant
- 2001 : Stronger
- 2003 : Deeper Life
- 2004 : Worship with Natalie Grant and Friends
- 2005 : Awaken
- 2005 : Believe
- 2008 : Relentless
- 2010 : Love Revolution
- 2013 : Hurricane
- 2015 : Be One
- 2020 : No Stranger

## Récompenses
- GMA Dove Award
  - 2006 : Female Vocalist of the Year
  - 2007 : Female Vocalist of the Year
  - 2008 : Female Vocalist of the Year
  - 2009 : Female Vocalist of the Year
  - 2012 : Female Vocalist of the Year